# ازدواج جمهوری
ازدواج جمهوری (به انگلیسی: Republican marriage، به فرانسوی: Mariage républicain) روشی برای اعدام بود که ظاهراً در نانت و در حکومت وحشت رخ می‌داد.

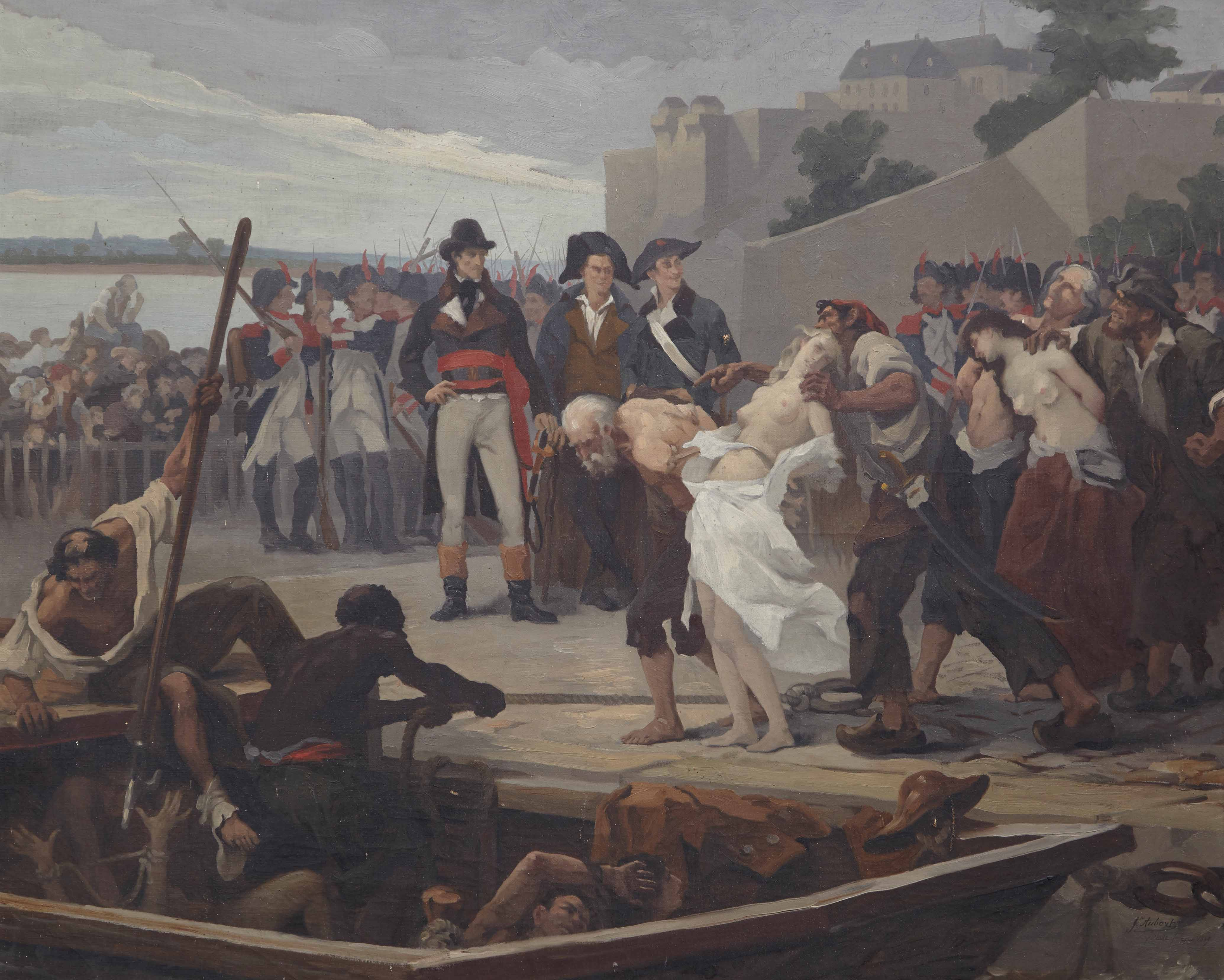
نقاشی جوزف اوبرت که آماده‌سازی ازدواج جمهوری را به تصویر می‌کشد.

شیوه اعدام بدین شکل بود که یک مرد و زن برهنه را به هم می‌بستند و آنها را غرق می‌کردند.
بیشتر گزارش‌ها حاکی از آن است این شیوه بین نوامبر ۱۷۹۳ و ژانویه ۱۷۹۴ به دستور ژان باپتیست کَریر، نماینده محلی ژاکوبن‌ها بیشتر در رود لوآر انجام شد که کَریر آن را «حمام ملی» توصیف می‌کرد. هرچند منابع معدودی روش دیگری را برای اعدام توصیف می‌کنند که در آن زوج یاد شده، یا قبل از غرق شدن، یا به جای غرق شدن، با شمشیر کشته می‌شدند.
به نقل از هلن ماریا ویلیامز، نویسنده رادیکال و ژیروندن بریتانیایی، در کتاب خود در طرحی از سیاست فرانسه(به انگلیسی: Sketch of the politics of France): «زنان جوان بی گناه را در حضور هیولاها برهنه می‌کردند؛ و برای افزودن وحشت عمیق‌تر به این اقدام بی‌رحمانهٔ جهنمی، به مردان جوان می‌بستندشان و آنها را با شمشیر به قتل می‌رساندند یا به رودخانه می‌انداختند؛ و به این نوع قتل «ازدواج جمهوری» می‌گفتند.»